# قرية لانكاستر (نيويورك)
قرية لانكاستر (بالإنجليزية: Lancaster (village), New York)‏ هي معلم جغرافي تقع في الولايات المتحدة في مقاطعة إيري، نيويورك. يقدر عدد سكانها بـ 10,352 نسمة ومساحتها 7.0 كم2 .

## التركيبة السكانية
حدّد مكتب تعداد الولايات المتحدة بيانات التركيبة السكانية لقرية لانكاستر في تعداد الولايات المتحدة. في ما يلي، التركيبة السكانية حسب تعدادي 2000 و2010.

### تعداد عام 2000
بلغ عدد سكان قرية لانكاستر 11,188 نسمة بحسب تعداد عام 2000، وبلغ عدد الأسر 4,726 أسرة وعدد العائلات 2,960 عائلة مقيمة في القرية. في حين سجلت الكثافة السكانية 1,580.2 نسمة لكل كيلومتر مربع (4,092.7/ميل2). وبلغ عدد الوحدات السكنية 4,908 وحدة بمتوسط كثافة قدره 693.2 لكل كيلومتر مربع (1,795.4/ميل2).
وتوزع التركيب العرقي للقرية بنسبة 98.62% من البيض و0.32% من الأمريكيين الأفارقة و0.26% من الأمريكيين الأصليين و0.13% من الأمريكيين ذوي الأصول الآسيوية و0.01% من سكان جزر المحيط الهادئ و0.18% من الأعراق الأخرى و0.47% من عرقين مختلطين أو أكثر و0.81% من الهسبانيون أو اللاتينيون من أي عرق.
بلغ عدد الأسر 4,726 أسرة كانت نسبة 29.1% منها لديها أطفال تحت سن الثامنة عشر تعيش معهم، وبلغت نسبة الأزواج القاطنين مع بعضهم البعض 49.3% من أصل المجموع الكلي للأسر، ونسبة 10.1% من الأسر كان لديها معيلات من الإناث دون وجود شريك، بينما كانت نسبة 3.2% من الأسر لديها معيلون من الذكور دون وجود شريكة وكانت نسبة 37.4% من غير العائلات. تألفت نسبة 32.9% من أصل جميع الأسر من عدة أفراد يعيشون في نفس المنزل ونسبة 15.5% كانت تتألف من شخص يعيش بمفرده يبلغ من العمر 65 عاماً أو أكثر. وبلغ متوسط حجم الأسرة المعيشية 2.34، أما متوسط حجم العائلات فبلغ 2.99.
بلغ العمر الوسطي للسكان 39.2 عاماً. وكانت نسبة 22.6% من القاطنين تحت سن الثامنة عشر، وكانت نسبة 7.2% بين الثامنة عشر والرابعة والعشرين عاماً، ونسبة 30.1% كانت واقعةً في الفئة العمرية ما بين الخامسة والعشرين والرابعة والأربعين عاماً، ونسبة 22.1% كانت ما بين الخامسة والأربعين والرابعة والستين، ونسبة 16.7% كانت ضمن فئة الخامسة والستين عاماً فما فوق. يوجد لكل 100 أنثى 92.1 ذكر، ويوجد لكل 100 أنثى في الثامنة عشر من عمرها فما فوق 87.0 ذكر.
بلغ متوسط دخل الأسرة في القرية 40,149 دولارًا، أما متوسط دخل العائلة فبلغ 53,514 دولارًا. وكان متوسط دخل الذكور 39,772 دولارًا مقابل 25,839 دولارًا للإناث. وسجل دخل الفرد الخاص بالقرية 20,308 دولارًا. وكانت نسبة 3.1% من العائلات ونسبة 5.1% من السكان تحت خط الفقر، وكان من هؤلاء نسبة 4.4% تحت سن الثامنة عشر ونسبة 8.7% في الخامسة والستين من العمر وما فوق.

### تعداد عام 2010
بلغ عدد سكان قرية لانكاستر 10,352 نسمة بحسب تعداد عام 2010، وبلغ عدد الأسر 4,551 أسرة وعدد العائلات 2,696 عائلة مقيمة في القرية. في حين سجلت الكثافة السكانية 1,462.1 نسمة لكل كيلومتر مربع (3,786.8/ميل2). وبلغ عدد الوحدات السكنية 4,808 وحدة بمتوسط كثافة قدره 679.1 لكل كيلومتر مربع (1,758.9/ميل2).
وتوزع التركيب العرقي للقرية بنسبة 97.40% من البيض و0.69% من الأمريكيين الأفارقة و0.26% من الأمريكيين الأصليين و0.24% من الأمريكيين ذوي الأصول الآسيوية و0.27% من الأعراق الأخرى و1.14% من عرقين مختلطين أو أكثر و1.45% من الهسبانيون أو اللاتينيون من أي عرق.
بلغ عدد الأسر 4,551 أسرة كانت نسبة 26.7% منها لديها أطفال تحت سن الثامنة عشر تعيش معهم، وبلغت نسبة الأزواج القاطنين مع بعضهم البعض 43.1% من أصل المجموع الكلي للأسر، ونسبة 11.8% من الأسر كان لديها معيلات من الإناث دون وجود شريك، بينما كانت نسبة 4.4% من الأسر لديها معيلون من الذكور دون وجود شريكة وكانت نسبة 40.8% من غير العائلات. تألفت نسبة 34.4% من أصل جميع الأسر من عدة أفراد يعيشون في نفس المنزل ونسبة 13.8% كانت تتألف من شخص يعيش بمفرده يبلغ من العمر 65 عاماً أو أكثر. وبلغ متوسط حجم الأسرة المعيشية 2.24، أما متوسط حجم العائلات فبلغ 2.91.
بلغ العمر الوسطي للسكان 41.4 عاماً. وكانت نسبة 20.2% من القاطنين تحت سن الثامنة عشر، وكانت نسبة 8.4% بين الثامنة عشر والرابعة والعشرين عاماً، ونسبة 26% كانت واقعةً في الفئة العمرية ما بين الخامسة والعشرين والرابعة والأربعين عاماً، ونسبة 28.9% كانت ما بين الخامسة والأربعين والرابعة والستين، ونسبة 16.5% كانت ضمن فئة الخامسة والستين عاماً فما فوق. وتوزع التركيب الجنسي للسكان بنسبة 47.8% ذكور و52.2% إناث.